# 루프트라우저
루프트라우저(Luftrausers)는 2014년 3월 18일 Vlambeer에서 만들고 Devolver Digital에서 배급한 탄막 슈팅 비디오 게임이다.

## 게임 설명
루프트라우저는 비행기 기반 탄막 슈팅 게임으로, 다른 탄막 슈팅 게임과 다르게, 사용자가 움직이는 비행기가 수리되는등의 특징이 있고, 360도 회전이 가능하여 여러 방향으로 탄을 쏠수 있다. 그러나, 비행기의 주 무기는 비행기의 정 방향에서만 발사되는 특징을 지니고 있다. 또한 체력 바가 없는 대신, 데미지를 받는 정도가 커질수록 비행기 주위 원의 크기가 줄어들게 된다. 플레이어가 몰수 있는 비행기는 엔진, 무기, 그리고 동체 등을 서로 조합하여 알맞게 사용할 수 있다.

## 개발

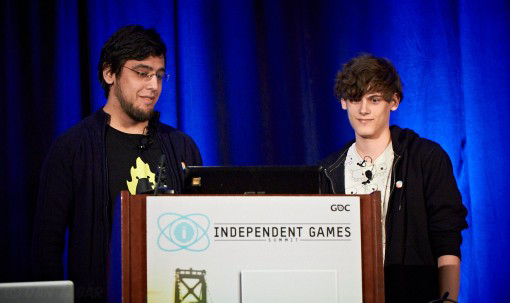
2013 GDC 인디게임 서밋에서의 Vlambeer의 이스마일과 니지만의 연설 장면

Vlambeer의 얀 빌렘 니지만(Jan Willem ("JW") Nijman)은 2012년 샌프란시스코에서 개최된 게임 개발자 회의를 마치고 오는 비행기 안에서 처음 생각하게 된다.
루프트라우저(Luftrausers)는 같은 개발사의 라미 이스마일과 폴 비어, 그리고 음악을 담당한 Kozilek이 이미 만든 무료 플래시 게임인 Luftrauser를 업데이트 한 것으로, Vlambeer 측에서 개발하고, Devolver Digital 측에서 배급을 하게 되었다. 그 와중 E3 2013때 라미 이스마일은 "Vlambeer의 모든것", 즉 전자 기기와 더불어 루프트라우저의 게임 코드가 담긴 가방을 도난당하게 된다. 불행중 다행으로 백업본이 있었지만, 이스마일은 이 일을 "엄청난 고통"으로 묘사하였다.
루프트라우저는 2014년 3월 8일, 리눅스, OS X, 플레이스테이션 3. 플레이스테이션 비타, 그리고 마이크로소프트 윈도우(스팀과 험블 스토어를 통해서)에 동시에 출시되었다. 그리고 출시되고 3일만에 2년 반동안 개발에 들어간 비용 전체를 회수하기에 이른다. 그리고 2014년 12월 20일에는 아마존 파이어 TV로도 발매되었다.

## 평가
| 평가 |                                        |
| --- | -------------------------------------- |
| 통합 점수 통합사 점수 메타크리틱 (PC) 80/100 [ 7 ] (PS3) 80/100 [ 8 ] (Vita) 83/100 [ 9 ] 평론 점수 평론사 점수 EGM 9/10 [ 10 ] 게임 인포머 8.5/10 [ 11 ] 게임스팟 7/10 [ 12 ] IGN 8.7/10 [ 13 ] 폴리곤 8/10 [ 14 ] |                                        |
| 통합 점수 |                                        |
| 통합사 | 점수                                   |
| 메타크리틱 | (PC) 80/100 (PS3) 80/100 (Vita) 83/100 |
| 평론 점수 |                                        |
| 평론사 | 점수                                   |
| EGM | 9/10                                   |
| 게임 인포머 | 8.5/10                                 |
| 게임스팟 | 7/10                                   |
| IGN | 8.7/10                                 |
| 폴리곤 | 8/10                                   |